# Godanca e Epërme
Godanc i Epërm (albanska: Godanc i Epërm, serbiska: Gornje Godance) är en by i Kosovo. Den ligger i kommunen Komuna e Shtimes. Enligt den senaste folkräkningen år 2011 fanns det 1 304 invånare.

## Demografi
| Demografi | 2011 |
| --------- | ---- |
| albaner   | 1304 |